# Estavana Polman

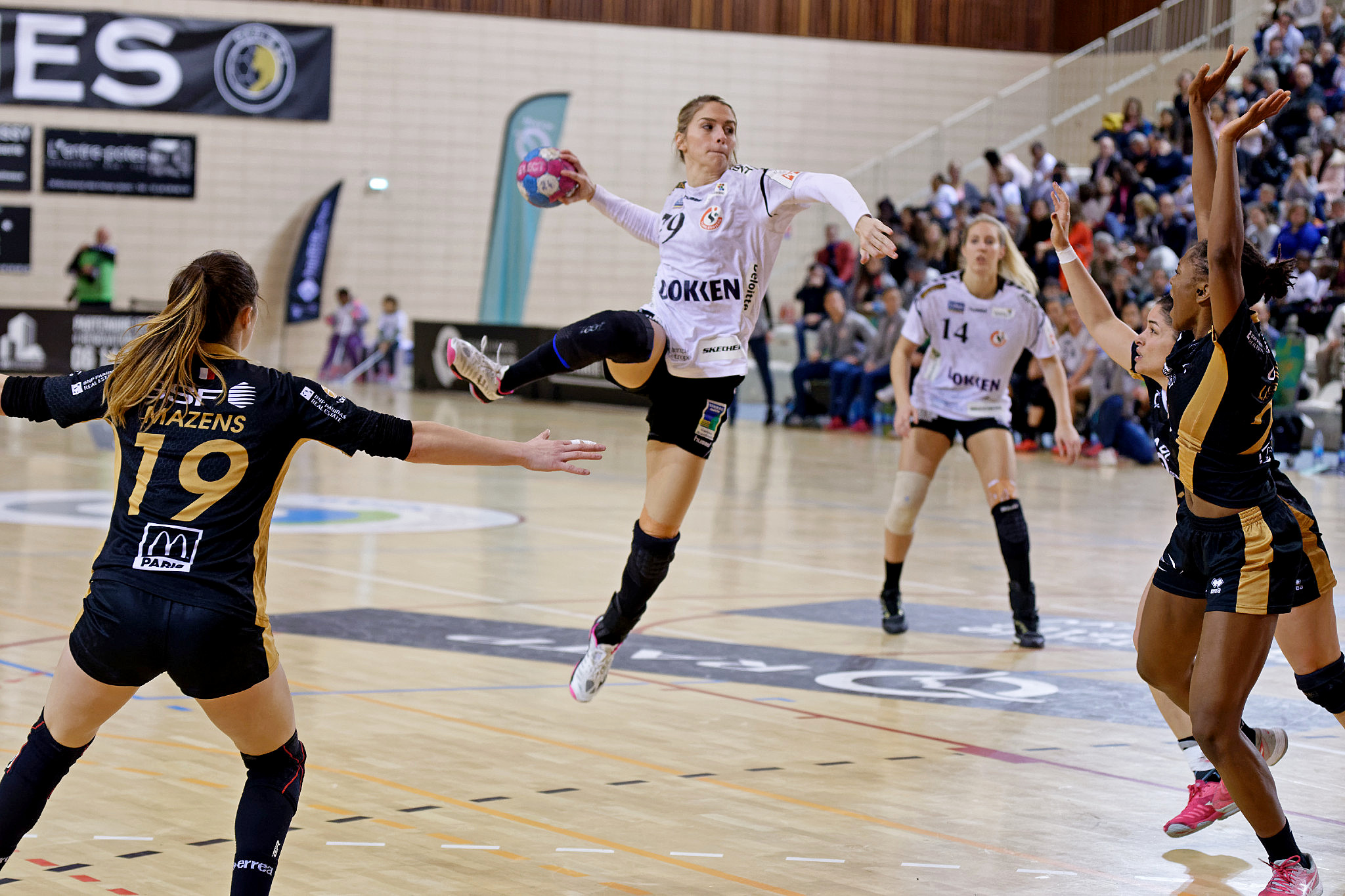
Estavana Polman au tir face au Paris 92, le 18 novembre 2018.

Estavana Polman, née le 5 août 1992 à Arnhem, est une joueuse internationale néerlandaise de handball, évoluant au poste d'arrière.
Elle joue un rôle décisif dans le premier titre de champion du monde remporté par les Pays-Bas en 2019, étant élue meilleure joueuse et meilleur demi-centre de la compétition.

## Biographie
Estavana Polman a joué pour les clubs néerlandais d'AAC Arnhem et VOC Amsterdam, avec qui elle prend part en 2010-2011 à la coupe de l'EHF. À compter de la saison 2011-2012, elle évolue sous les couleurs du club davons de Sønderjysk EH alors en deuxième division. Avec SønderjyskE, elle obtient l'accession en première division dès sa première saison et elle est élue meilleure joueuse de deuxième division pour la saison 2011-2012.
À l'été 2013, elle s'engage avec Team Esbjerg. Elle remporte le championnat du Danemark en 2016 et elle est élue meilleure demi-centre de la compétition. En décembre 2016, elle met un terme à sa saison pour attendre un enfant. Après la naissance de sa fille en juin 2017, elle reprend la compétition avec Esbjerg lors de la saison 2017-2018. Elle remporte dès son retour la coupe du Danemark en 2018 avant d'ajouter un second titre de championne du Danemark à son palmarès en 2019. En 2019, elle est élue meilleure arrière gauche du championnat du Danemark.
Estavana Polman fait ses débuts en équipe nationale des Pays-Bas en septembre 2010.
En décembre 2015, elle crée la surprise avec les Pays-Bas en atteignant la finale du championnat du monde, perdue face à la Norvège,.
En décembre 2017, elle décroche une médaille de bronze lors du championnat du monde en remportant le match pour la troisième place face à la Suède.
En 2022, elle rejoint d'abord le club danois du Nykøbing Falster HK puis en novembre du club roumain du Rapid Bucarest.

## Vie privée
En août 2016, elle officialise sa relation avec le footballeur néerlandais Rafael van der Vaart. Fin décembre, ils annoncent attendre un bébé qui nait le 24 juin 2017.

## Palmarès

### En club
compétitions internationales
- finaliste de la coupe EHF en 2014 et 2019 (avec Team Esbjerg)

compétitions nationales
- championne du Danemark en 2016 et 2019 (avec Team Esbjerg)
- vainqueur de la coupe du Danemark en 2018 (avec Team Esbjerg)

### En sélection
Jeux olympiques
- 4e place aux Jeux olympiques de 2016 à Rio de Janeiro

championnats du monde
- vainqueur du Championnat du monde 2019
- finaliste du championnat du monde 2015
- troisième du championnat du monde 2017
- 12e du championnat du monde 2013[11]

championnats d'Europe
- finaliste du championnat d'Europe 2016
- troisième du championnat d'Europe 2018

autres
- finaliste du championnat d'Europe junior en 2011[12]

### Distinctions individuelles
- élue meilleure joueuse et meilleur demi-centre du Championnat du monde 2019
- élue meilleure demi-centre du championnat du Danemark en 2013[13] et 2016[3]
- élue meilleure arrière gauche du championnat du Danemark en 2014[14] et 2019[6]
- Meilleure marqueuse du championnat du Danemark (3) : 2013, 2014, 2019
- élue meilleure demi-centre du championnat d'Europe junior en 2011[15]